# Борка Павичевич
Борка Павичевич (серб. Борка Павићевић; нар. 5 червня 1947 — пом. 30 червня 2019) — сербська діячка культури, драматург і театральна режисерка. Її також характеризували як «белградського драматурга, ліберального та пацифістського інтелектуала».

## Життєпис
Народилася Борка Павичевич в чорногорському місті Котор в 1947 році в родині Вуко Павичевича, професора етики на факультеті філософії Белградського університету і його дружини Соні.
Коли їй був один рік, сім'я переїхала до Белграда. Тут Борка закінчила школу і вступила до Белградської десятої гімназії. Потім продовжила освіту в Академії театру, кіно, радіо і телебачення, закінчивши в 1971 році факультет драматичного мистецтва. У 1976 році на цьому ж факультеті закінчила магістратуру.

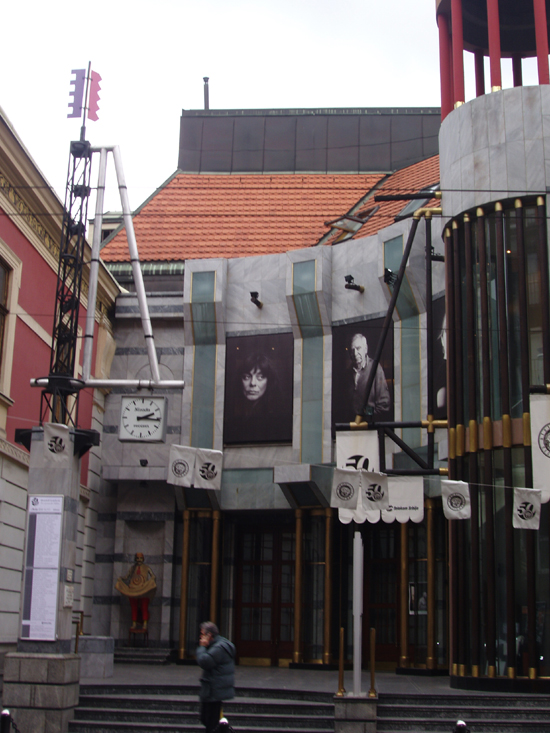
Ательє 212

Протягом десяти років Борка Павичевич була драматургом в театрі Ательє 212. Потім заснувала в 1981 році театр «Нове сензибилности» при Белградському пивоварному заводі. З 1984 по 1991 роки вона брала участь у мистецькому русі KPGT (Kazaliste Pozoriste Gledalisce Teatar). Працювала драматургом і художнім керівником Белградского драматичного театру, поки її не звільнили в 1993 році через політичні погляди. Також вона працювала в БІТЕФ (Београдски интернационални театарски фестівал), була співзасновником громадської організації Белградский круг. Також Борка працювала газетним оглядачем та журналістом, мала свою колонку в газеті «Сьогодні».

## Громадська діяльність
Борка Павичевич заснувала в 1994 році Центр дезактивації культури (Центар за културну деконтаминацију), присвячений катарсису, де було організовано більше 5000 заходів, виставок, акцій протесту і лекцій. Вона є однією з підписанток декларації Руху громадянського опору (Покрета грађанског відсічі) в 2012 році і співавтором книги «Белград, мій Белград» («Београд, мој Београд»).
Борка Павичевич була прихильником лібералізму і пацифізму. Удостоєна багатьох нагород, включаючи премію Отто Рене Кастільо за політичний театр (2000 рік), премію Хіросіми За мир і культуру (2004 рік), премію Osvajanje slobode Фонду Маї Маршичевич Тасич (Maja Maršićević Tasić, 2005 рік) і премію Routes Award Європейського фонду культури (2009/2010 роки). Також нагороджена французьким орденом Почесного легіону (2001 рік).

## Особисте життя та смерть
Жила в Белграді. Була одружена з адвокатом з прав людини Ніколою Баровичем (Нікола Баровић), у шлюбі народився син Йован (Јован). Померла Борка Павичевич 2019 року на 73-у році життя.